# Passion and Warfare
| 전문가 평가 | 전문가 평가 |
| 평가 점수   | 평가 점수   |
| 출처        | 점수        |
| ----------- | ----------- |
| AllMusic    | [ 1 ]       |

《Passion and Warfare》는 미국의 기타리스트 스티브 바이의 두 번째 스튜디오 음반으로, 1990년 5월에 렐러티비티 레코드와 에픽 레코드를 통해 발매되었다. 이 음반은 미국 음반 산업 협회에 의해 골드 인증을 받았다.

## 배경
《Passion and Warfare》는 바이가 어렸을 때 가졌던 일련의 꿈의 장면들을 바탕으로 쓰여졌으며, 이 음반의 기타 음악책에서 바이는 "지미 헨드릭스는 벤허가 멜 블랭크를 위해 연 파티에서 예수 그리스도를 만난다"고 요약한다. 이 모든 것은 1,600평방 피트(150m2)의 건물인 할리우드 힐스에 있는 그의 집에 있는 마더십 스튜디오에서 녹음되었는데, 이 건물에서는 1989년 화이트스네이크의 음반 《Slip of the Tongue》의 기타 부분도 녹음되었다. 이와 같이 화이트스네이크의 프론트맨 데이비드 커버데일은 이 음반에서 작은 구어 파트를 가지고 있다. 커버데일, 아드리안 반덴버그, 루디 사조는 백 보컬로 인정받고 있다. 바이는 음반 기획이 1982년부터 시작되었지만 데이비드 리 로스의 밴드에 합류한 후 보류되었고 1989년 로스와 헤어질 때까지 다시 선택되지 않았다고 말한다.

## 곡 목록
모든 곡들은 스티브 바이에 의해 작곡하였다.
| #   | 제목                          | 재생 시간 |
| --- | ----------------------------- | --------- |
| 1.  | 〈Liberty〉                   | 2:03      |
| 2.  | 〈Erotic Nightmares〉         | 4:15      |
| 3.  | 〈The Animal〉                | 4:01      |
| 4.  | 〈Answers〉                   | 2:56      |
| 5.  | 〈The Riddle〉                | 6:24      |
| 6.  | 〈Ballerina 12/24〉           | 1:43      |
| 7.  | 〈For the Love of God〉       | 6:03      |
| 8.  | 〈The Audience Is Listening〉 | 5:30      |
| 9.  | 〈I Would Love To〉           | 3:41      |
| 10. | 〈Blue Powder〉               | 4:44      |
| 11. | 〈Greasy Kid's Stuff〉        | 2:58      |
| 12. | 〈Alien Water Kiss〉          | 1:10      |
| 13. | 〈Sisters〉                   | 4:07      |
| 14. | 〈Love Secrets〉              | 3:40      |

| #   | 제목                         | 재생 시간 |
| --- | ---------------------------- | --------- |
| 15. | 〈Lovely Elixir〉            | 3:30      |
| 16. | 〈And We Are One (Solo #2)〉 | 2:03      |
| 17. | 〈As Above〉                 | 2:15      |
| 18. | 〈So Below〉                 | 2:14      |

## 인증
| 국가                       | 인증 | 판매량/출하량 |
| -------------------------- | ---- | ------------- |
| 오스트레일리아 (ARIA)      | 골드 | 35,000^       |
| 캐나다 (뮤직 캐나다)       | 골드 | 50,000^       |
| 일본 (RIAJ)                | 골드 | 132,500       |
| 뉴질랜드 (RMNZ)            | 골드 | 7,500^        |
| 영국 (BPI)                 | 실버 | 500,000       |
| 미국 (RIAA)                | 골드 | 850,000       |
| ^출하량을 기반으로 한 인증 |      |               |